# Ниевър (департамент)
Ниевър (на френски: Nièvre) е департамент в регион Бургундия-Франш Конте, централна Франция. Образуван е през 1790 година от територията на дотогавашната провинция Ниверне и получава името на река Ниевър. Площта му е 6817 км², а населението - 210 189 души (2016). Административен център е град Невер.